# Kurzkupplung (Eisenbahn)
|  | Dieser Artikel wurde aufgrund von akuten inhaltlichen oder formalen Mängeln auf der Qualitätssicherungsseite des Portals Bahn eingetragen. Bitte hilf mit, die Mängel dieses Artikels zu beseitigen, und beteilige dich bitte an der Diskussion. Artikel, die nicht signifikant verbessert werden, können gelöscht werden. |

Eine Kurzkupplung im Eisenbahnbereich ist eine nicht standardisierte Kupplung zweier Eisenbahnfahrzeuge, welche im Vergleich zu normalen Schraubenkupplungen und Mittelpufferkupplungen einen kürzeren Abstand sowie eine höher belastbare Verbindung ermöglicht. Kurzkupplungen lassen sich nur durch Lösen von Schraubenverbindungen in der Werkstatt trennen und werden im regulären Zugbetrieb nicht getrennt. So zusammengefasste mehrteilige Wagen, Doppeltriebwagen und Doppellokomotiven  haben in der Regel nur eine einzige Betriebsnummer.
Kurzkupplungen können so ausgeführt sein, dass sie Druckkräfte übertragen können und die Seitenpuffer entfallen; oder jedes Fahrzeug besitzt nur einen Mittelpuffer zur Aufnahme der Druckkräfte nahe bei der Kurzkupplung, welche ihrerseits nur Zugkräfte überträgt.

## Einsatz

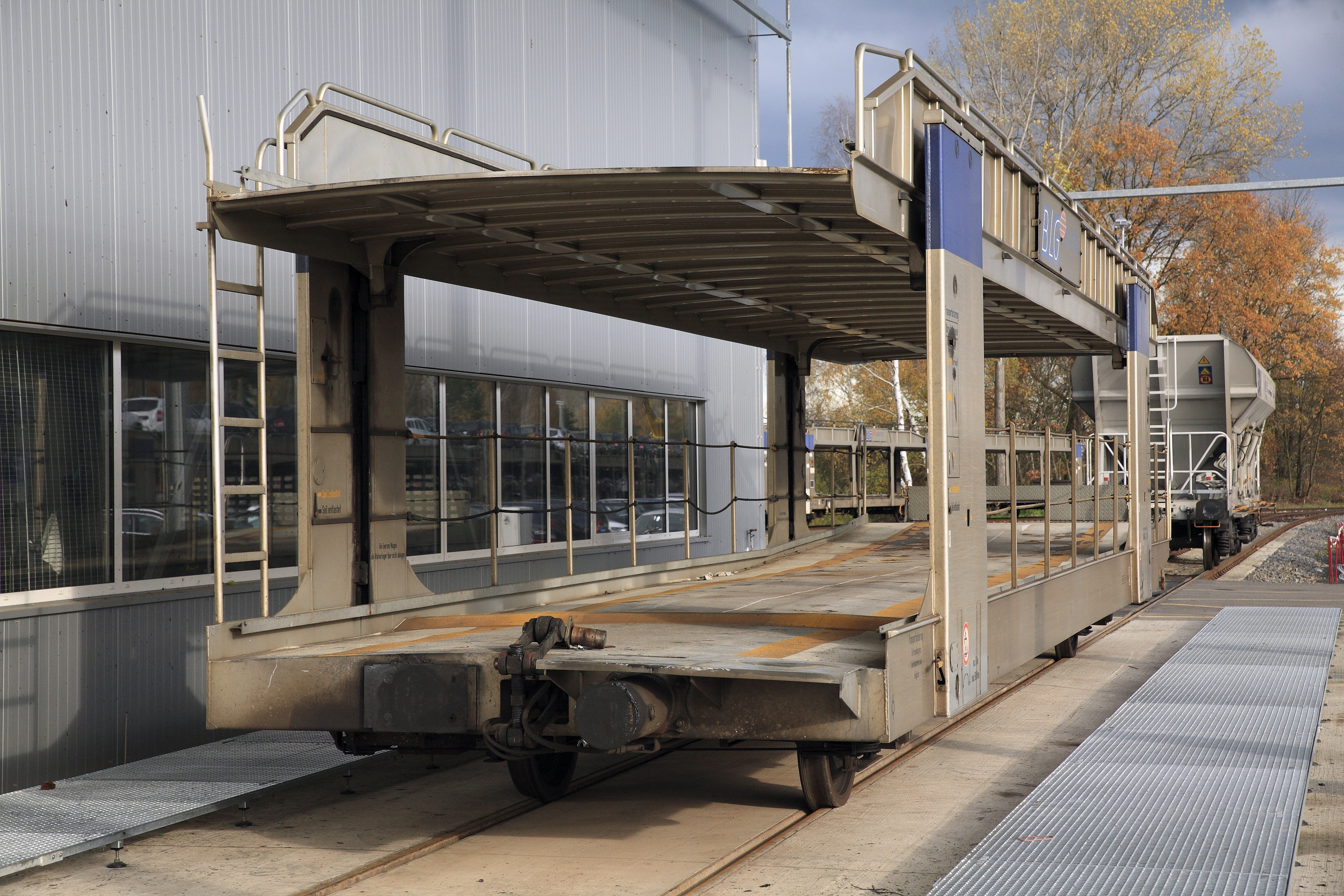
Kurzkupplungsende zwischen zwei Teilen eines Autotransportwagens ohne Zughaken und mit einseitig angeordneten Puffern

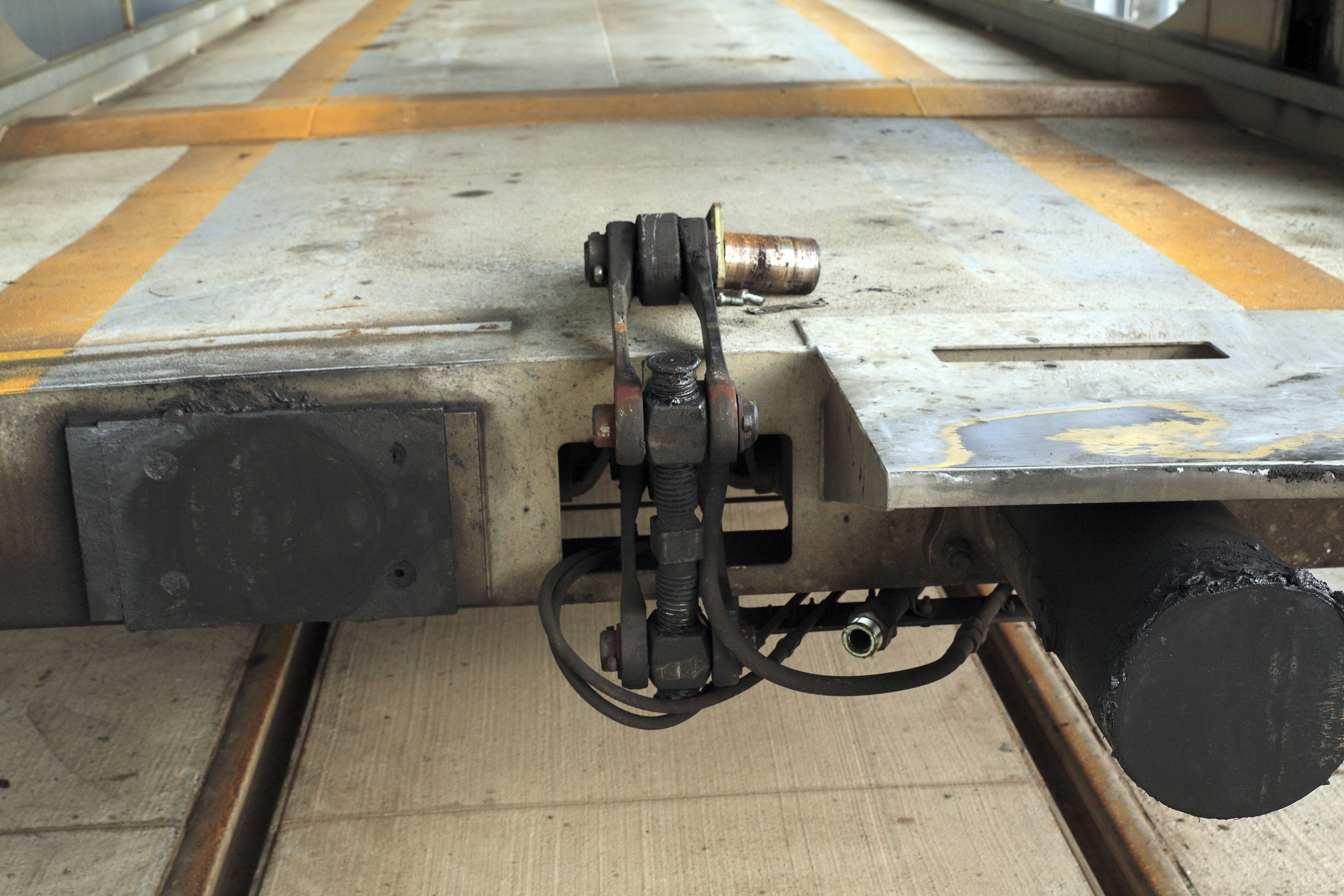
Getrennte Kurzkupplung

Kurzkupplungen werden bei den Fahrzeugen der Berliner S-Bahn, Triebzügen, Containertragwagen, Leig-Einheiten und Autotransportwagen eingesetzt. Schwere Schüttgut-Wagen für den Erztransport werden häufig mit einer Kurzkupplung zu paarigen Einheiten verbunden.

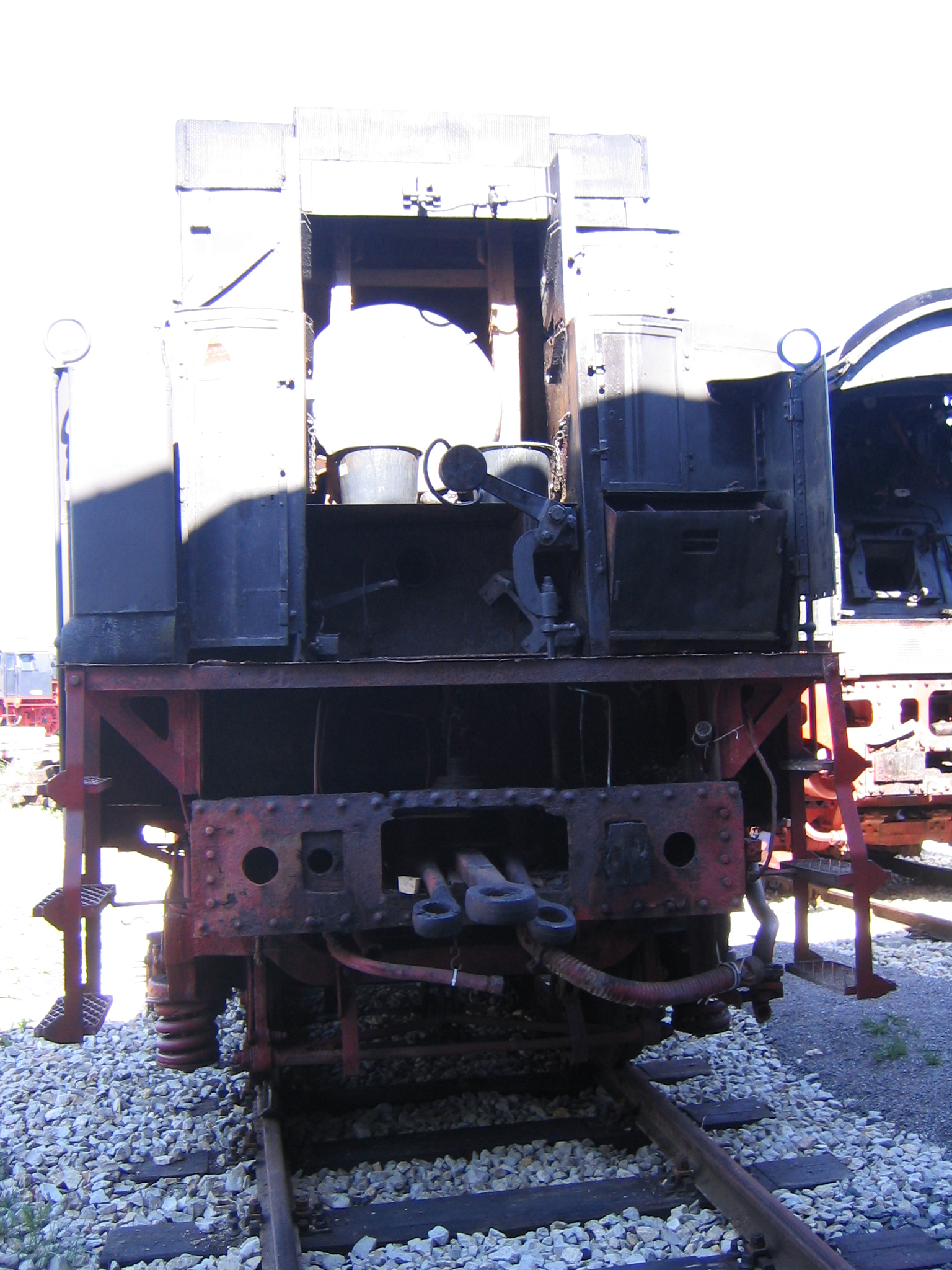
Vorderes Kopfstück eines Einheitstenders 2’2’ T34 mit Haupt- und seitlichen Notkuppeleisen

Eine besondere Form der Kurzkupplung sind Tenderkupplungen, mit denen Dampflokomotiven und Schlepptender verbunden werden. Eine europäische Tenderkupplung besteht aus einem massiven Kuppeleisen, das Lokomotive und Tender vergleichbar mit einer Trichterkupplung verbindet. Seitliche Stoßpuffer mit einer kräftigen Blattfeder erzeugen eine Vorspannung, die prismatische Form der Pufferteller, die sich in der Regel an der Tendervorderseite befinden und passend dazu bearbeitete Stoßplatten am hinteren Kopfstück des Lokomotivrahmens ermöglichen zusätzlich die Führung der Lokomotive bei Fahrt mit dem Tender voraus durch diesen. Zum Schutz des Heizers, der insbesondere bei manueller Kohle- oder Holzfeuerung direkt über der Tenderkupplung arbeitet, ist sie durch ein, bei späteren Lokomotiven wie den deutschen Einheitslokomotiven zwei Notkuppeleisen mit Langlöchern ergänzt, die ein Trennen von Lokomotive und Tender beim Bruch des Hauptkuppeleisens verhindern.

## Steifkupplung
Fahrzeuge, die im Betrieb nicht getrennt werden müssen, beispielsweise die nicht einzeln betriebsfähigen Einzelwagen von Triebzügen oder die zu ständig zusammenbleibenden Paaren gekuppelten schweren Erzwagen der Gattung Falrrs 153 werden mit Steifkupplungen verbunden. Diese bestehen aus einer steifen Kuppelstange, die in den Bodenrahmen wie die Kuppelköpfe von starren Mittelpufferkupplungen gelagert sind und damit auch deren Vorteile für Laufsicherheit und Spurkranzverschleiß bieten. Die Kuppelstangen der Erzwagen sind dagegen einteilig, die Bodenrahmen und Kopfstücke könnten bei Bedarf auch ohne besonderen Aufwand mit Mittelpufferkupplungsköpfen oder Seitenpuffern und Schraubenkupplungen ausgerüstet werden. Diese Steifkupplungen sind keine Kurzkupplung im engeren Sinn, da sie den Abstand der Wagen nicht verringern.
Bei beengten Verhältnissen, wie sie vor allem bei den Einzelwagen von Triebzügen auftreten, sind die Steifkupplungen teilbar, um den Aufwand beim Trennen und Verbinden in Werkstätten in Grenzen zu halten. Die trennbare Verbindung besteht im einfachsten Fall aus einer Schalenmuffe, die beide Halbkupplungen formschlüssig miteinander verbindet (Schalenmuffenkupplung). Die elektrischen und pneumatischen Verbindungen werden in der Regel durch separate Leitungen hergestellt. Sichtbar ist das beispielsweise bei den deutschen ICE T der Baureihen 411 und 415, bei denen mehrere Wagen auch traktionstechnisch Einheiten bilden, die nur in einer nicht veränderbaren Reihung betriebsfähig sind. Wenn es ein gewisses Bedürfnis für Veränderungen der Zugeinheiten gibt, beispielsweise bei den Einheiten der ICE 1 und ICE 2, dann erhalten die Steifkupplungen zusätzliche Kontaktaufsätze, eine federnde Abstützung, die sie in getrenntem Zustand in der Mittellage hält und die Möglichkeit, sie einfacher zu trennen und zu verbinden. Bei den ICE-Triebwagenzügen wird es durch seitliche Laschen und Exzenterbolzen zur spielfreien Verbindung realisiert.
Zur Beruhigung des Wagenlaufes wurden in der Vergangenheit kurzgekuppelte Wagen von Triebzugeinheiten auch zusätzlich mit in der Regel einseitig angeordneten Dämpfungspuffern ausgerüstet. Sie erzeugen eine Vorspannung der Steifkupplung und verringern durch die Reibung mit der gegenüberliegenden Stoßplatte die Relativbewegungen der Wagen zueinander, jedoch übertragen sie nur einen Teil der Druckkräfte.

## Kurzkupplungen bei Modellbahnen
Kurzkupplungen bei Modellbahnen sind knickstabile Kupplungsvorrichtungen, die durch eine Kulissenführung eine enger aneinandergerückte, originalgetreuere Verbindung der Modellfahrzeuge ermöglichen, als sie mit den klassischen, nicht knickstabilen Kupplungen möglich ist. Die Kulisse sorgt dafür, dass sich der Abstand zwischen den Wagenkästen in den Kurven vergrößert, so dass sich diese nicht berühren und entgleisen.